# Toichi Suzuki
Toichi Suzuki (鈴木 冬一, Suzuki Toichi, Higashiosaka, 30 mei 2000) is een Japans voetballer die als middenvelder speelt bij Shonan Bellmare.

## Clubcarrière
Suzuki begon zijn carrière in 2019 bij Shonan Bellmare.

## Interlandcarrière
Suzuki speelde met het nationale elftal voor spelers onder de 20 jaar op het WK –20 van 2019 in Polen.